# Summer Nights
Pour l’article ayant un titre homophone, voir Summer Knights.
Summer Nights est une chanson du film Grease sortie en 1978, interprétée par le duo John Travolta et Olivia Newton-John. Elle a été écrite et composée par Jim Jacobs et Warren Casey. La chanson est reprise par Hi-Skool en 2003.